# Brian Badza
Brian Badza (ur. 23 czerwca 1979) – zimbabwejski piłkarz grający na pozycji napastnika.

## Kariera klubowa
Karierę piłkarską Badza rozpoczął w klubie ze stolicy kraju Harare o nazwie Motor Action FC. W 2000 roku zadebiutował w jego barwach w zimbabwejskiej Premier League. W 2003 roku przeszedł do CAPS United. W 2004 roku osiągnął pierwsze sukcesy w karierze, gdy wywalczył mistrzostwo Zimbabwe i zdobył Puchar Zimbabwe. W 2005 roku obronił z CAPS United mistrzowski tytuł, a w połowie roku odszedł do Germinalu Beerschot Antwerpia. W lidze belgijskiej rozegrał 2 spotkania i po pół roku gry w niej wrócił do CAPS United. W 2008 roku zdobył krajowy puchar.

## Kariera reprezentacyjna
W reprezentacji Zimbabwe Badza zadebiutował w 2004 roku. W 2006 roku w Pucharze Narodów Afryki 2006 zagrał w jednym spotkaniu, z Senegalem (0:2). Od 2004 do 2006 roku rozegrał w kadrze narodowej 19 meczów i strzelił 1 gola.